# Ophrys bertolonii
 Ophrys bertolonii Moretti 1823 es una especie de orquídeas monopodiales y terrestres de la subtribu Orchidinae de la familia Orchidaceae del género Ophrys. Es la llamada orquídea abeja de Bertoloni. 

## Etimología
Su nombre " Ophrys " deriva de la palabra griega: "ophrys"= "ceja" refiriéndose a la alta consideración que se tiene hacia este género. Del latín "araneola"="parecida a araña pequeña" refiriéndose a su labelo. Ophrys se menciona por vez primera en el libro "Historia Natural" de Plinio el Viejo (23-79 AD). Estas Orquídeas se denominan las "orquídeas pequeña araña" porque el labelo de las flores se asemeja al abdomen de las arañas.
Nombres comunes
- Español: Orquídea abeja de Bertoloni
- Alemán: Bertolonis Ragwurz
- Francés: Ophrys de Bertoloni
- Inglés: Bertoloni's bee orchid
- Italiano: Ophrys Bertoloni

## Hábitat
Esta especie de hábitos terrestres monopodial se distribuye por Europa (Islas Baleares, Italia). En terrenos húmedos y media sombra de bosque. Esta planta con preferencias de suelos ácidos, neutros o básicos (alcalino).

## Descripción

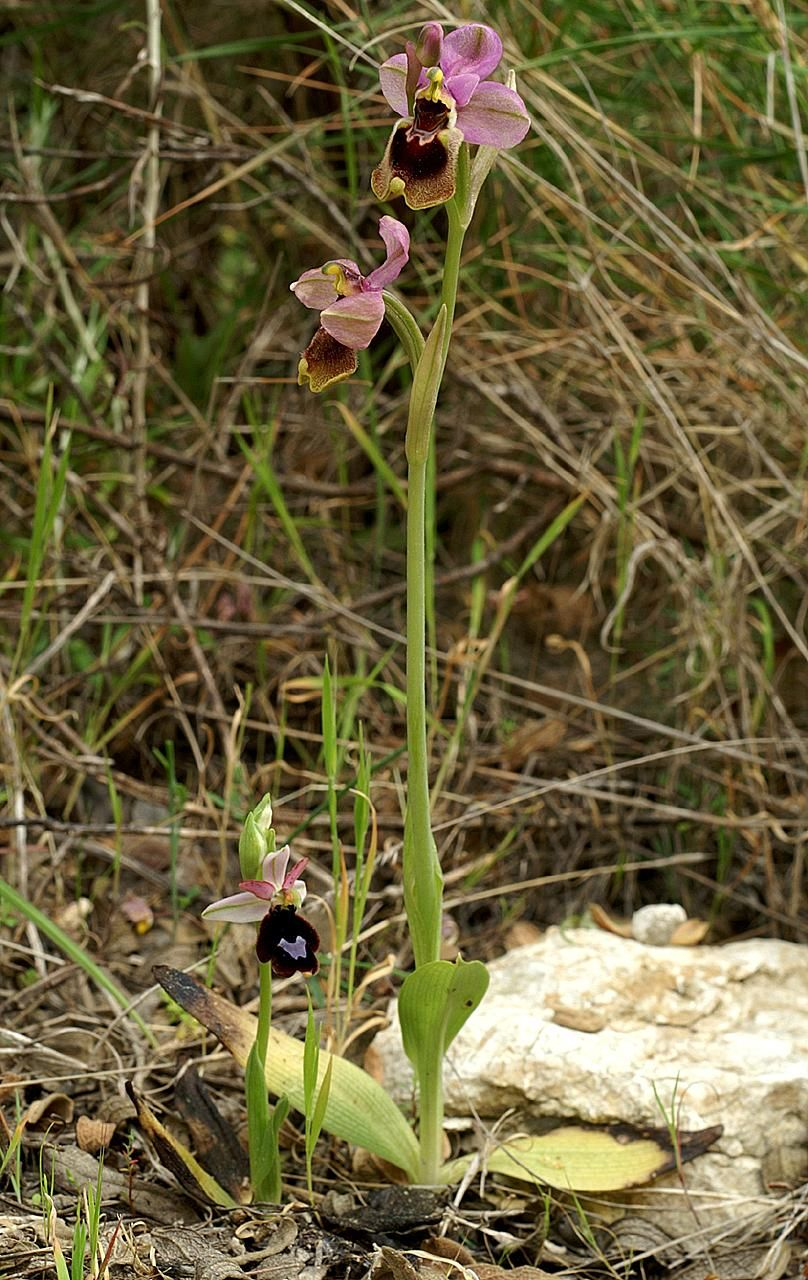
Ophrys bertolonii ssp. balearica
y
Ophrys tenthredinifera
inflorescencia.

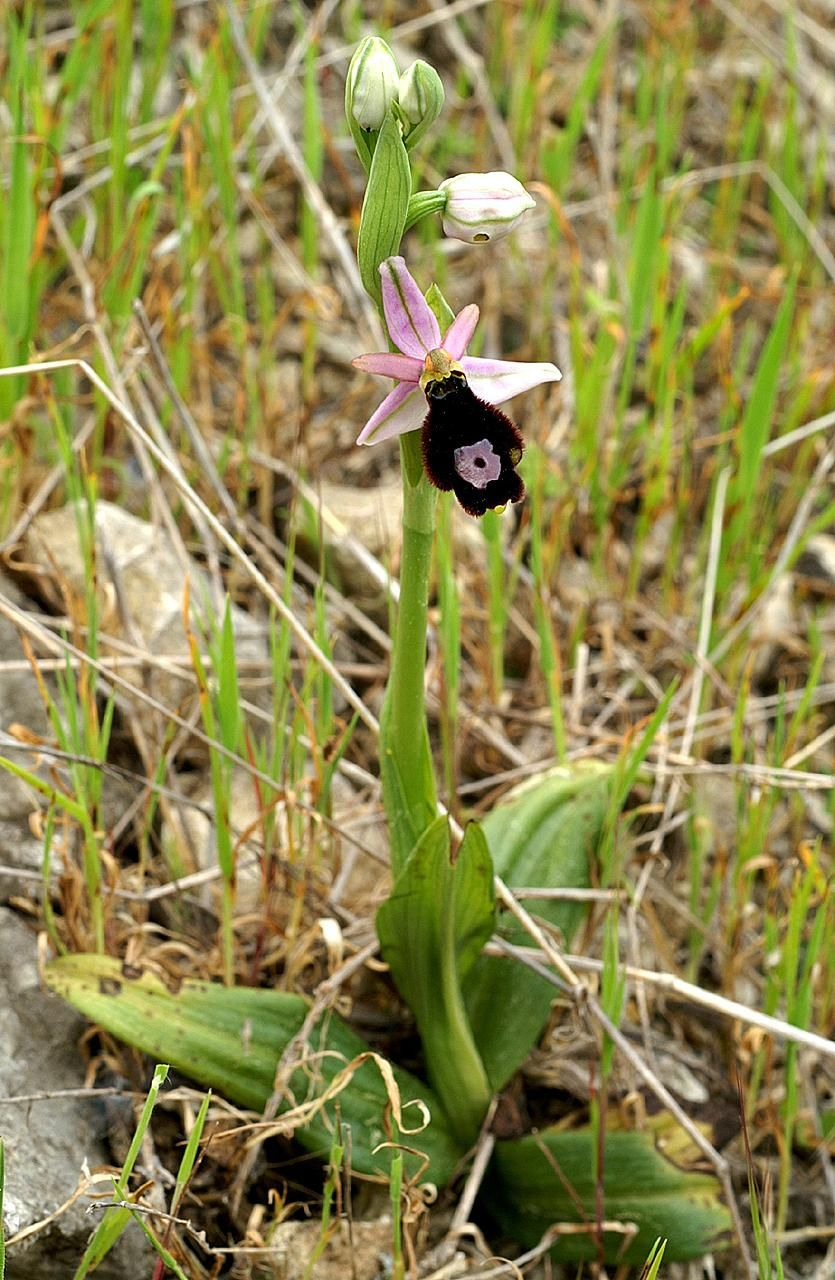

Durante el verano estas orquídeas están durmientes como un bulbo subterráneo tubérculo, que sirve como una reserva de nutrientes. Al final del verano-otoño desarrolla una roseta de hojas. También un nuevo tubérculo empieza a desarrollarse y madura hasta la siguiente primavera, el viejo tubérculo muere lentamente. En la próxima primavera el tallo floral empieza a desarrollarse, y durante la floración las hojas ya comienzan a marchitarse.
La mayoría de las orquídeas Ophrys dependen de un hongo simbionte, debido a esto desarrollan solo un par de pequeñas hojas alternas. No pueden ser trasplantadas debido a esta simbiosis. Las pequeñas hojas basales forman una roseta pegadas a ras de suelo. Son oblongo lanceoladas redondeadas sin identaciones tienen un color verde azulado. Se desarrollan en otoño y pueden sobrevivir las heladas del invierno.
La "ophrys pequeña araña" es una orquídea terrestre que tiene tubérculo subterráneo, globular, y pequeño del cual sale el tallo floral erecto sencillo y sin ramificaciones. Es una de las primeras orquídeas en florecer en marzo. Las flores poseen un labelo de gran tamaño. El labelo tiene un color marrón amarillento, a veces oscuro casi negro, con un borde de amarillo más intenso. Presentan un dibujo en forma de H de color marrón oscuro casi negro en el centro del labelo. El labelo tiene dos lóbulos con una indentación en la parte media inferior con los lados ligeramente vueltos hacia arriba y con un cuerno redondeado grueso amarillo en el centro. El labelo está cubierto de unos pelos sedosos y espesos con apariencia de terciopelo.
Esta especie tiene los tres sépalos iguales en tamaño y en consistencia de unos 7 mm de longitud, ovoideos y anchos y un púrpura rosado, a veces casi blanco. Dos de los pétalos son iguales redondeados, estrechos y de un rosa pálido. De dos a diez flores se desarrollan en el tallo floral con hojas basales. Las flores son únicas, no solo por su inusual belleza, gradación de color y formas excepcionales, sino también por la ingenuidad con la que atraen a los insectos. Su labelo imita en este caso al abdomen de una abeja.
Esta sugestión visual sirve como reclamo íntimo. Esta polinización mímica está acrecentada al producir además la fragancia de la hembra del insecto en celo. Estas feromonas hacen que el insecto se acerque a investigar. Esto ocurre solamente en el periodo determinado en el que los machos están en celo y las hembras no han copulado aún. El insecto está tan excitado que empieza a copular con la flor. Esto se denomina "pseudocopulación", la firmeza, la suavidad, y los pelos aterciopelados del labelo, son los mayores incentivos, para que el insecto se introduzca en la flor. Las polinia se adhieren a la cabeza o al abdomen del insecto. Cuando vuelve a visitar otra flor los polinia golpean el estigma. Los filamentos de los polinia durante el transporte cambian de posición de tal manera que los céreos granos de polen puedan golpear al estigma, tal es el grado de refinamiento de la reproducción. Si los filamentos no toman la nueva posición los polinia podrían no haber fecundado la nueva orquídea.
Cada orquídea tiene su propio insecto polinizador y depende completamente de esta especie polinizadora para su supervivencia. Lo que es más los machos embaucados es probable que no vuelvan o incluso que ignoren plantas de la misma especie. Por todo esto solamente cerca del 10 % de la población de Ophrys llega a ser polinizada. Esto es suficiente para preservar la población de Ophrys, si se tienen en cuenta que cada flor fertilizada produce 12,000 diminutas semillas.

## Subespecies
- Ophrys bertolonii subsp. balearica (Baleares).
- Ophrys bertolonii subsp. bertolonii (oeste y centro Medit.)

## Híbridos naturales conOphrys bertolonii
- Ophrys × chimaera (O. bertolonii × O. sulcata) (Europa)
- Ophrys × couloniana (O. bertolonii × O. promontorii) (Italia)
- Ophrys × cugniensis (O. bertolonii × O. lutea) (Sicilia)
- Ophrys × enobarbia (O. bertolonii × O. fuciflora) (France)
- Ophrys × flavicans (O. araneola × O. bertolonii) (Francia)
- Ophrys × gumprechtii (O. bertolonii × O. holosericea ssp. parvimaculata) (Italia)
  - Ophrys × gumprechtii nothosubsp. enobarbia (O. bertolonii × O. holosericea) (Italia)
  - Ophrys × gumprechtii nothosubsp. gumprechtii (Italia)
- Ophrys × inzengae (O. bertolonii × O. tenthredinifera) (Francia)
- Ophrys × lumenii (O. bertolonii × O. ciliata) (Francia)
- Ophrys × lupiae (O. bertolonii × O. incubacea × O. tenthredinifera) (Italia)
- Ophrys × lyrata (O. bertolonii × O. incubacea) (Francia)
  - Ophrys montserratensis nothosubsp. neoruppertii (O. bertolonii × O. scolopax) (Francia)
- Ophrys × neowalteri (O. bertolonii × O. sphegodes ssp. araneola) (Francia)
- Ophrys × salvatoris (O. bertolonii × O. biscutella) (Italia)
- Ophrys × sorrentini (O. bertolonii × O. tenthredinifera) (sur Europa)
- Ophrys × spuria (O. bertolonii × O. fusca) (sur Europa)

## Sinonimia
| - Arachnites bertolonii Tod. 1842 - Arachnites insengae (Nyman) Tod. 1858 - Ophrys bertolonii f. triloba (Renz) Soca 2001 - Ophrys bertolonii subsp. flavicans (Vis.) K.Richt. 1890 - Ophrys bertolonii var. dalmatica Murr 1901 - Ophrys bertolonii var. triloba Renz 1930 - Ophrys dalmatica (Murr) Soó 1926 | - Ophrys flavicans Vis. 1842 - Ophrys grassensis Jauvy ex Steud. 1821 - Ophrys inzengae Nyman 1865 - Ophrys marzensis Soca 1997 - Ophrys romolinii Soca 2001 - Ophrys speculum Bertol. 1819 |